# Anthrenus angustefasciatus
Anthrenus angustefasciatus es una especie de escarabajo de piel del género Anthrenus, categorizada en la tribu Anthrenini, de la subfamilia Megatominae. Mide aproximadamente 3-3,5 mm de longitud.

## Distribución
Se distribuye por Bosnia y Herzegovina, Croacia, República Checa, Italia, Portugal, España, Yugoslavia, Turquía, Argelia y Marruecos.

## Taxonomía
Fue descrita por Ganglbauer en 1904.